# エドサル (駆逐艦)
|          |                                                    |
| 艦歴     |                                                    |
| 発注     |                                                    |
| 起工     | 1919年9月15日                                      |
| 進水     | 1920年7月29日                                      |
| 就役     | 1920年11月26日                                     |
| 退役     |                                                    |
| 除籍     |                                                    |
| その後   | 1942年3月1日に戦没                                 |
| 性能諸元 |                                                    |
| 排水量   | 1,190トン                                          |
| 全長     | 314 ft 5 in (95.83 m)                              |
| 全幅     | 31 ft 9 in (9.68 m)                                |
| 吃水     | 9 ft 3 in (2.82 m)                                 |
| 機関     | 2缶 蒸気タービン2基 2軸推進、13,500shp             |
| 最大速   | 駆逐艦当時 35 ノット (65 km/h)                     |
| 乗員     | 士官、兵員101名                                    |
| 兵装     | 4インチ砲4門、3インチ砲1門、21インチ魚雷発射管12門 |

エドサル (USS Edsall, DD-219) は、アメリカ海軍の駆逐艦。クレムソン級駆逐艦の1隻。艦名は、米西戦争で戦死したノーマン・エドサル上等兵にちなむ。その名を持つ艦艇としては初代。

## 艦歴

### 戦間期
エドサルはフィラデルフィアのウィリアム・クランプ・アンド・サンズで1919年9月15日に起工し、1920年7月29日にエドサル上等兵の姉妹であるベッシー・エドサル・ブラッシー夫人によって進水、艦長A・H・ライス中佐の指揮下1920年11月26日に就役する。
竣工後、エドサルは1920年12月6日にサンディエゴで慣熟訓練を行うためフィラデルフィアを出港し、1921年1月11日に到着。12月まで西海岸沿岸で戦闘演習や砲術訓練に従事し、12月28日にサウスカロライナ州チャールストンに戻る。停泊ののち、1922年5月26日にチャールストンを出港して地中海に向かった。6月28日にコンスタンティノープルに到着後は、トルコ水域におけるアメリカの各種権益の保護のために行動した。このころの近東地域はロシア内戦やトルコ革命の影響で大きく混乱しており、エドサルは東ヨーロッパの飢餓の軽減や混乱地域から逃れてきた難民の支援のために物資と通信設備を用意し、緊急事態に備えたことにより国際関係の維持に大きく貢献した。トルコ革命のさ中にスミュルナで大火が発生した際には、エドサルはスミュルナにいた数千人のギリシャ人を避難させたアメリカ駆逐艦の一隻となる。1922年9月14日、エドサルはリッチフィールド (USS Litchfield, DD-336) とともに600名を超す難民を収容してギリシャのサロニカまで輸送し、9月16日にはスミュルナに戻って旗艦任務を継続した。10月にも、レスボス島ミティリーニにスミュルナからの難民を輸送した。一連の難民輸送が終わったのち、エドサルはトルコ、ブルガリア、ロシア、ギリシャ、エジプト、パレスチナ、シリア、チュニジア、ダルマチア、そしてイタリアの諸港を訪問。僚艦とともに砲術と雷撃の訓練を行ったのち、1924年7月26日にボストンに戻った。
1925年1月3日、エドサルはアジア艦隊に配備され、グアンタナモ湾、サンディエゴおよび真珠湾で戦闘訓練や演習に参加したのち、6月22日に上海に到着する。アジア艦隊においては主にフィリピン、中国沿岸部および日本で行動し、第一の任務は米比戦争の結果入手したフィリピンを中心とする極東地域におけるアメリカの権益保護であり、また国共内戦と1937年からの日中戦争からアメリカの権益を守る任務もあった。このため、戦闘訓練や演習のほかに砲艦外交の一環として上海、芝罘、漢口、南京、神戸、バンコクおよびマニラの諸港を頻繁に訪問した。

### 太平洋戦争
1941年12月7日の真珠湾攻撃時、エドサルは第57駆逐群の僚艦、ホイップル (USS Whipple, DD-217) 、アルデン (USS Alden, DD-211) およびジョン・D・エドワーズ (USS John D. Edwards, DD-216) とともにバリクパパンに停泊中であった。間もなくエドサルはシンガポール方面に向かい、12月10日のマレー沖海戦で沈没したイギリス戦艦プリンス・オブ・ウェールズ (HMS Prince of Wales) と巡洋戦艦レパルス (HMS Repulse) の生存者の捜索の末、両艦に乗艦していた連絡将校4名を救助してシンガポールに向かう。その途中、4隻の小舟を曳航してた日本のトロール船を拿捕し、シンガポールに護送した。1941年も押し詰まった12月28日、エドサルはアルデン、ホイップルおよびアジア艦隊旗艦の重巡洋艦ヒューストン (USS Houston, CA-30) とともに給油艦ペコス (USS Pecos, AO–6) など各種輸送船を護衛してスラバヤからダーウィンに向かう。
年明けて1942年1月12日、エドサルは日本船団迎撃のため出動するヒューストンの護衛役をアルデン、ホイップルとともに務めるためダーウィンを出撃するが、1月17日にいたっても会敵しなかったため、木曜島に向かうアメリカ輸送船の護衛を行いつつダーウィンに針路を向ける。2日後の1月19日、ヒューストンは2隻の潜水艦の存在を察知し、エドサルが監視役として現場海域に残されることとなった。しかし、潜水艦を探知できなかったため引き返してきたアルデンとともに給油艦トリニティ (USS Trinity, AO-13) を護衛して再度ダーウィンに向かった。ところが、翌1月20日の朝に潜水艦を探知して爆雷攻撃を開始し、オーストラリアの掃海艇3隻、デロレイン (HMAS Deloraine, J232) 、カトゥーンバ (HMAS Katoomba, J204) およびリスゴー (HMAS Lithgow, J206) の応援も得て1日がかりでこの潜水艦を討ち取ることができた。この敵は伊号第一二四潜水艦（伊124）であり、エドサルは助太刀を得たとはいえ、第二次世界大戦において大型の敵潜水艦を撃沈した最初のアメリカ駆逐艦として記録された。4日後の1月24日、エドサルはダーウィン近海のクラレンス海峡で再び潜水艦を探知して爆雷攻撃を行ったものの、その際に自らの爆雷で損傷する。損傷自体は深刻なものではなかったのか、2月3日にはアルデンとともにトリニティなどの特務艦船を護衛してダーウィンを出港し、チラチャップに向かった。チラチャップ到着以降、2月27日までの間のエドサルの動向は定かではないが、2月16日ごろにアルデンとともに輸送船の護衛に従事している。また、バリ島沖海戦やスラバヤ沖海戦といった主要海戦には参加していない。
日本軍の猛威がジャワ島を覆うとするころ、これに対抗するため連合軍はホーカー ハリケーンやブリュスター バッファローで対抗したが日本機の敵ではなく、損耗を重ねた連合軍は更なる戦闘機を欲し、インドに輸送途中の59機のカーチス P-40を引き抜くことにした。運搬にはダーウィンに下がっていた水上機母艦ラングレー (USS Langley, AV-3) が起用されることなり、2月22日にセイロン島行きの MS-5 船団とともにフリーマントルを出航するが、2月23日になってジャワ方面の海軍部隊司令官コンラッド・ヘルフリッヒ中将から大至急輸送するよう命じられて輸送船シーウィッチとともにチラチャップに急行することとなった。ラングレーとシーウィッチは護衛がなかったので、チラチャップに停泊していたエドサルとホイップルが出迎えをすることとなり、2隻は2月27日朝にラングレーと会合した。ところが、会合から1時間半後に日本の索敵機に発見され、索敵機からの通報により高雄航空隊の一式陸攻が出動し、昼前になってラングレーとエドサル、ホイップルを発見して攻撃を開始した。3隻は攻撃を受けると思い思いの方向に逃走を開始したが、三度目の攻撃でラングレーに250キロ爆弾3発と60キロ爆弾3発が命中した。攻撃で火災が発生したラングレーは搭載していた P-40 にも延焼して手が付けられなくなり、エドサルかホイップルのどちらかが被害状況を暗号を組まずに送信する。この通信を傍受した高雄航空隊は、戦闘機を警戒して去っていった。それでもラングレーは救助断念の上処分されることとなり、エドサルとホイップルの射撃により沈没した。ラングレーの乗組員のうち177名がエドサルに、308名がホイップルに救助された。翌2月28日、エドサルとホイップルはクリスマス島フライング・フィッシュ・コーブでペコスと会合し、ラングレーの生存者を託すこととした。もっとも、エドサルに収容された生存者の移送作業中に日本機に発見されたため作業は打ち切られ、エドサルはチラチャップに向かった。
南雲忠一中将率いる第一航空艦隊は、蘭印作戦での連合軍に対する最後の締め上げを行うため、2月25日にセレベス島スターリング湾を出撃し、3月1日にはジャワ島南方に達していた。午後に入り、偵察帰りの九七式艦攻が、クリスマス島南方でフリーマントルに向かう途中のペコスを発見して空母加賀と蒼龍の艦載機がペコスを撃沈した。それから5時間ほどたってからの17時20分ごろ、第一航空艦隊の上空を掩護していた零戦が艦隊の後方に「敵軽巡」を発見し、南雲中将は護衛の第三戦隊の戦艦比叡と霧島、第八戦隊の重巡洋艦利根と筑摩に対して艦隊後方の「敵軽巡」を撃沈するよう命じる。17時33分、「敵軽巡」ことエドサルに最も接近していた筑摩が砲撃を開始し、次いで比叡も砲撃を開始。比叡のエドサルへの砲撃は、太平洋戦争で初めて日本戦艦の主砲が敵艦に対して火を吹いた瞬間でもあった。エドサルはただ一隻、艦長ジョシュア・J・ニックス少佐の指揮の下で無敵の南雲艦隊との対決に臨む羽目となり、はじめは4インチ砲で反撃するも、ニックス艦長は反撃よりも逃亡に活路を見出そうとしていた。比叡の発砲を冷静に観測し、砲弾が到達する時間を計算した上で巧みに回避し続け、比叡と筑摩の砲弾はエドサルには命中しなかった。やがてエドサルは煙幕を張り、最大速力を出したり機関全停止したりと南雲艦隊を欺きに欺いて、エドサルが煙幕を張るたびに比叡らは砲撃を中止しなければならなかった。それでもエドサルには砲弾が一発命中するが、約30分にわたる最初の砲撃による被弾はこれのみであり、月月火水木金金の精神で砲撃の腕を鍛えに鍛えていたはずの日本海軍は大いに面目を失ってしまった。南雲中将は18時27分、蒼龍の九九式艦爆9機に発進を命じてエドサルを攻撃させる。いくつかの命中弾があり、さしものエドサルも火災が発生して速力も低下した。この機に乗じて比叡と霧島は燃えるエドサルとの距離を詰めた上で18時50分から主砲と副砲による砲撃を再開し、筑摩と利根は挟み撃ちの恰好でエドサルに接近していった。やがてエドサルは時計回りで旋回したのち19時ごろに艦首を上げて沈没した。第八戦隊はエドサルの乗組員8名を救助して捕虜とし、尋問の結果撃沈した艦の名前がエドサルであることを確認した。しかし、捕虜8人は戦争を生き残ることはできなかった。1946年、エドサルの撃沈現場から1000マイル以上離れた東インド諸島の集団墓地において、うち6人の首のない遺体が同日に撃沈された他の艦艇の乗組員らの遺体と共に発見された。日本軍に殺害されたと推測されたが、有力な証拠がないまま一人も断罪されなかった。6人の遺体は1949年から1950年にかけてアメリカに引き渡され、再埋葬されている。

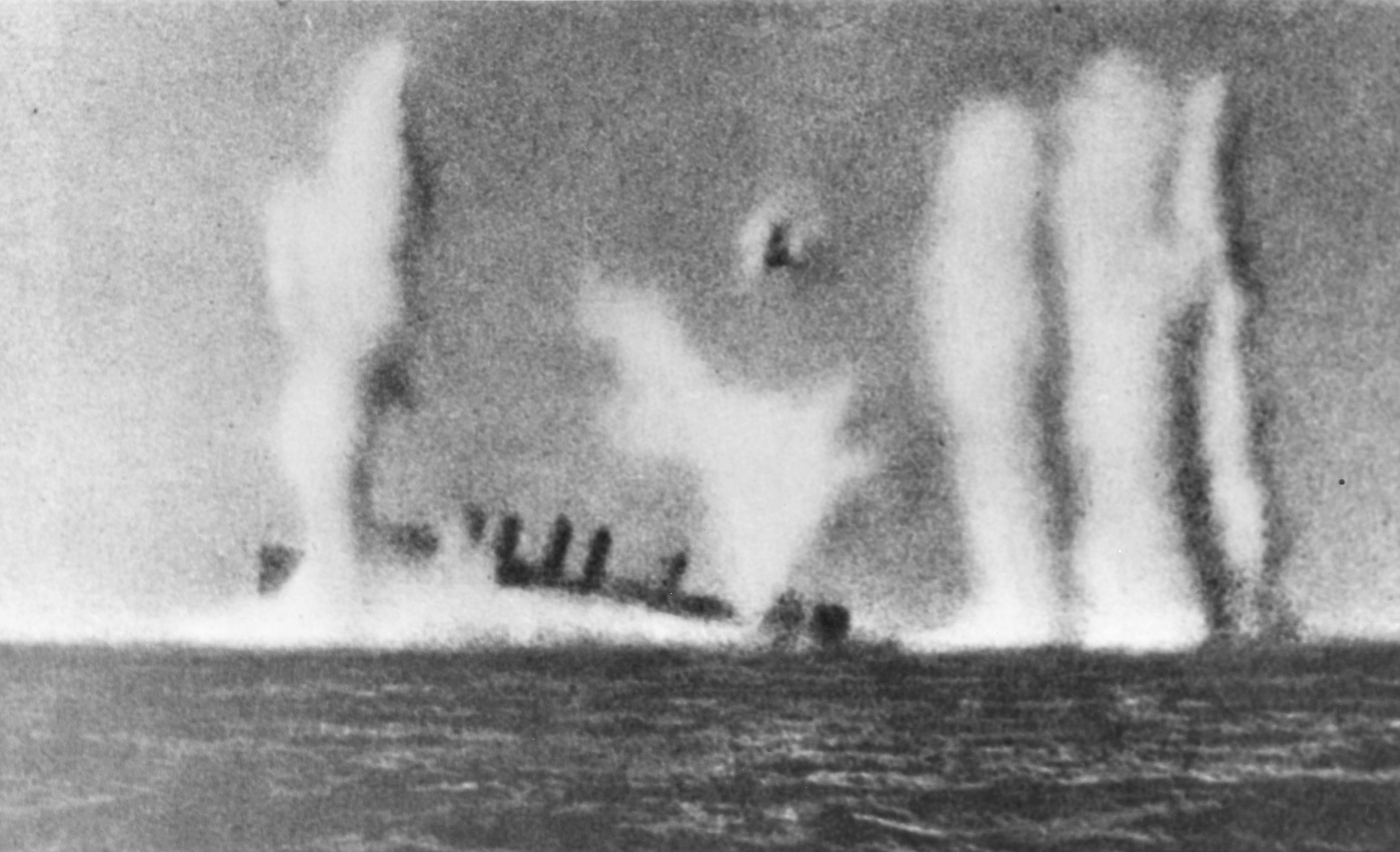
沈没するエドサル

エドサルは最終的には撃沈されたとはいえ、日本海軍を感嘆せしめるほどの巧みな回避運動を発揮した。エドサル撃沈のために費やされた砲弾の数は、比叡が主砲210発、副砲70発、霧島が主砲87発、副砲62発、利根が主砲497発、高角砲8発、そして最初に発砲した筑摩が主砲347発、高角砲54発であった。ただ、利根は戦闘中、エドサルを軽巡洋艦マーブルヘッド (USS Marblehead, CL-12) と誤認して観測上の不利があった。第八戦隊では、回避に徹する艦艇に対する砲撃は、遠距離射撃では命中率が悪いことを認めている。源田実は後年、その著書『海軍航空隊始末記』で「エドサルの撃沈は蒼龍の艦爆のみによるもの」という趣旨の記述を行っている。
エドサルは第二次世界大戦の戦功で2個の従軍星章を受章した。

### 戦後
2024年5月13日、オーストラリア海軍がクリスマス島沖でエドサルの残骸を発見したことをアメリカ海軍歴史センター (Naval Historical and Heritage Command) に通知した。